# Piazza Armerina
Piazza Armerina (Ciazza in galloitalico di Sicilia, Chiazza in siciliano) è un comune italiano di 20 497 abitanti del libero consorzio comunale di Enna in Sicilia.
È sede di vescovado con un'estesa diocesi. Il territorio di Piazza Armerina sorge su un'altura dei monti Erei meridionali, nella parte centro-orientale della Sicilia, a 697 m d'altitudine. Fino al 1927 era capoluogo di un esteso circondario e sede di sottoprefettura, quando non era ancora stata istituita la provincia di Enna, alla quale fu inglobata.
È un'antica città d'impianto medievale con un pregevole centro storico barocco e normanno. Sul suo territorio si trova la Villa romana del Casale con i suoi famosi mosaici, dal 1997 Patrimonio dell'umanità dell'UNESCO. Città d'arte, già definita Urbs Opulentissima, con forte richiamo turistico per il suo importante patrimonio archeologico, storico, artistico e naturale, nota come la "Città dei Mosaici e del Palio dei Normanni".

## Geografia fisica

### Territorio
Piazza Armerina sorge su un'altura dei monti Erei meridionali, nella parte centro-orientale della Sicilia, a 697 m d'altitudine. La città è incastonata tra fitti ed estesi boschi misti con predominanza di eucaliptus, che si estendono ai suoi piedi a nord come a sud. Ha un esteso territorio comunale e rientra tra i primi 100 comuni italiani per superficie. Il suo punto più alto è di 877 m sul livello del mare, mentre quello più basso si colloca a quota 225 m, determinando una notevole escursione altimetrica che si registra tra il centro urbano e le località sottostanti, tra cui numerose sono le exclave, ritagliate nei territori dei comuni limitrofi.

### Natura
La città è circondata, oltre che dalle foreste del Parco Ronza e dagli altri boschi, da altri siti dalla prospera natura, quali ad esempio il lago Olivo, bacino artificiale creato a scopi irrigui, o il sito archeologico di Montagna di Marzo, avvolto anch'esso nel verde. A pochi chilometri dal centro abitato insiste la Riserva naturale orientata Rossomanno-Grottascura-Bellia, gran parte della quale ricade proprio in territorio armerino. Quest'ultima riserva abbraccia il bosco di Rossomanno, che prende nome dall'omonimo monte. Nell'area protetta, una fitta selva con piccoli corsi d'acqua, sono presenti diversi sentieri, che sono stati recentemente tracciati di nuovo per favorire le attività escursionistiche e di trekking. Senza contare che in un raggio limitato si trova altresì il Parco minerario di Floristella-Grottacalda, dove fruire l'archeologia industriale immersa nella natura, e il lago Pergusa, incorniciato dall'incantevole riserva omonima ad alta naturalità.

### Clima
L'altitudine di montagna, e le coordinate geografiche (37°23'13"20 Nord di latitudine) concorrono a fare di Piazza una località a clima mediterraneo continentale, un clima temperato con caratteristiche del clima continentale, non foss'altro per la collocazione interna e la capillarità del refrigerante manto forestale, fattori che concorrono a determinare il tipico clima della Sicilia centrale, caratteristico di quasi tutto il territorio degli Erei. Quest'ultimo si distingue dal clima mediterraneo per gli influssi continentali dovuti alla lontananza dal mare (le nevicate avvengono sovente nel periodo tra gennaio e febbraio a volte anche a marzo ) e al contempo dall'altitudine di montagna, certamente mitigati, tuttavia, dalla bassa latitudine. In virtù di ciò, Piazza Armerina è inclusa nella fascia climatica D; ciò significa che l'accensione degli impianti di riscaldamento è normalmente consentita per 12 ore giornaliere, dal 15 ottobre al 15 aprile.
Le temperature minime scendono al di sotto dello zero in inverno soprattutto nella zona nord della città, la temperatura minima registrata più bassa è stata   - 8°C , ogni notte si registrano temperature che oscillano tra i - 3°C / - 5°C. 
In centro città le temperature sono fredde durante la notte in inverno, valori termici vicino allo zero e nelle irruzione fredde o inversione termica si scende al di sotto dello zero, con brina. 
| PIAZZA ARMERINA    | Mesi | Mesi | Mesi | Mesi | Mesi | Mesi | Mesi | Mesi | Mesi | Mesi | Mesi | Mesi | Stagioni | Stagioni | Stagioni | Stagioni | Anno |
| PIAZZA ARMERINA    | Gen  | Feb  | Mar  | Apr  | Mag  | Giu  | Lug  | Ago  | Set  | Ott  | Nov  | Dic  | Inv      | Pri      | Est      | Aut      | Anno |
| ------------------ | ---- | ---- | ---- | ---- | ---- | ---- | ---- | ---- | ---- | ---- | ---- | ---- | -------- | -------- | -------- | -------- | ---- |
| T. max. media (°C) | 10,1 | 11,3 | 13,6 | 16,4 | 22,4 | 27,8 | 31,4 | 31,8 | 26,9 | 20,9 | 15,7 | 11,4 | 10,9     | 17,5     | 30,3     | 21,2     | 20,0 |
| T. min. media (°C) | 3,5  | 3,6  | 5,2  | 6,8  | 10,8 | 14,7 | 17,3 | 17,6 | 15,0 | 11,5 | 8,2  | 5,3  | 4,1      | 7,6      | 16,5     | 11,6     | 10,0 |

## Storia

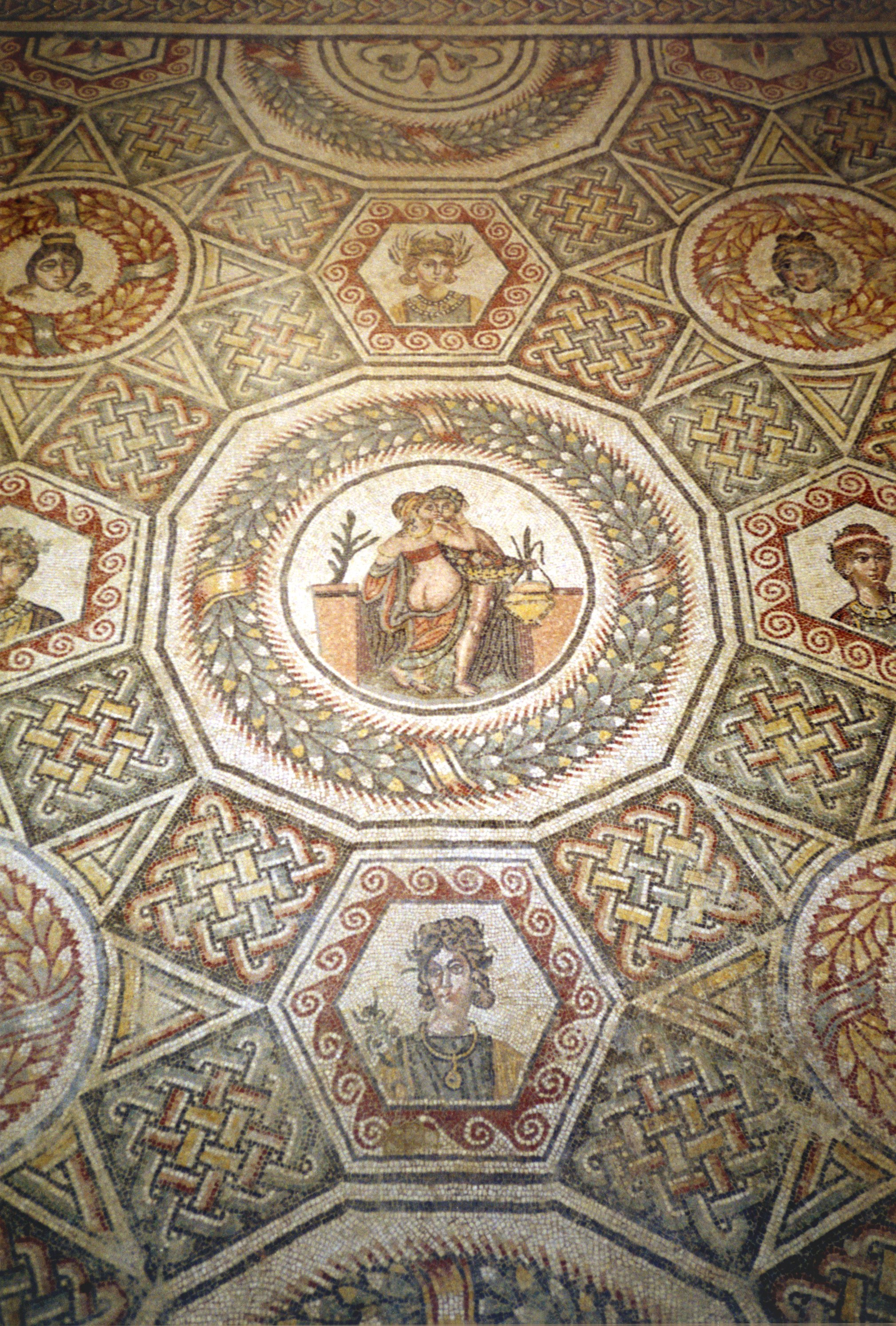
Un pavimento della Villa del Casale

Il più antico ritrovamento dell'uomo risale al Paleolitico Superiore, probabilmente all'Epigravettiano finale, riscontrato presso la contrada Ramata nei pressi della frazione di Pergusa ma ancora in territorio di Piazza Armerina. Una frequentazione neolitica è stata riscontrata sporadicamente nel territorio ma certamente è attestata presso la sommità del Monte Naone, nel quale gli scavatori rinvennero numerosi frammenti di ceramica impressa della facies di Stentinello. Le uniche attestazione ben osservate, per l'età dei metalli, sono quelle del villaggio capannicolo di Monte Manganello e le tracce di frequentazione rinvenute a Montagna di Marzo, dove l'uomo s'insediò a partire dalle prime fasi del Bronzo antico fino alle prime fasi del Bronzo medio, periodo nel quale in Sicilia si diffuse la cultura di Castelluccio. Nell'estate del 2000 la Soprintendenza BB.CC.AA. di Enna indagò il sito archeologico di Monte Manganello portando alla luce alcuni resti delle antiche capanne e numerosi frammenti ceramici. I frammenti ceramici, costituiti perlopiù da coppe su piede e tazze, sono esposti nel Museo della Città e del Territorio sito all'interno del Palazzo Trigona.
Dai ritrovamenti numismatici presenti sul Monte Naone non lontano dall'abitato si può presumere che qui esistesse un abitato di età greca, forse una sub-colonia di Gela e più precisamente la Hybla Geleatis di cui fa menzione Tucidide in seguito chiamata Stiela. Sulla storia poi di Piazza dove è attualmente ubicata si sa con certezza solo dalla dominazione normanna in poi, in riferimento alla ricostruzione della città nel 1163 a opera di Guglielmo II. Per il periodo precedente alla fondazione diverse sono le ipotesi. Alcuni autori del Seicento favoleggiarono di un villaggio chiamato Plutia di origine romana, ma nessuna fonte classica ha mai riportato tale località. Tuttavia secondo fonti musulmane riportate da Michele Amari nella sua Storia dei Musulmani di Sicilia, esisteva una città che gli arabofoni pronunciavano Iblâtasa o Iblâtana, abitata da comunità islamiche, che dovette sorgere su un villaggio preesistente che le cronache medievali (come il Fazello) indicavano più tardi come Casalis Saracenorum.
Tale villaggio potrebbe essere la Ibla Elatson o Ibla Elatton (Ibla minore) riportata da Idrisi che corrisponderebbe alla Ibla Geleate (ibla Gelese) descritta da Tucidide (per Pausania Ibla Gereate, per Stefano Bizantino Ibla Era o Minore). La città islamica venne ribattezzata Placia o Platsa dai Normanni che la conquistarono e la affidarono agli Aleramici. Re Guglielmo I di Sicilia, per punirla della sua ribellione capeggiata da Ruggero Sclavo, figlio illegittimo dell'aleramico Simone, conte di Policastro, che in pratica aveva trucidato la popolazione araba, la fece incendiare e distruggere nel 1161. Venne dunque ricostruita, nel 1163 più in alto da Guglielmo II sul colle Armerino e ripopolata con genti provenienti dalle aree "longobarde" settentrionali. Scavi recenti, condotti dall'università La Sapienza di Roma hanno messo in luce, nei dintorni della Villa Romana del Casale l'impianto di un villaggio di epoca medievale, presumibilmente riferibile alla città distrutta da Guglielmo il Malo.

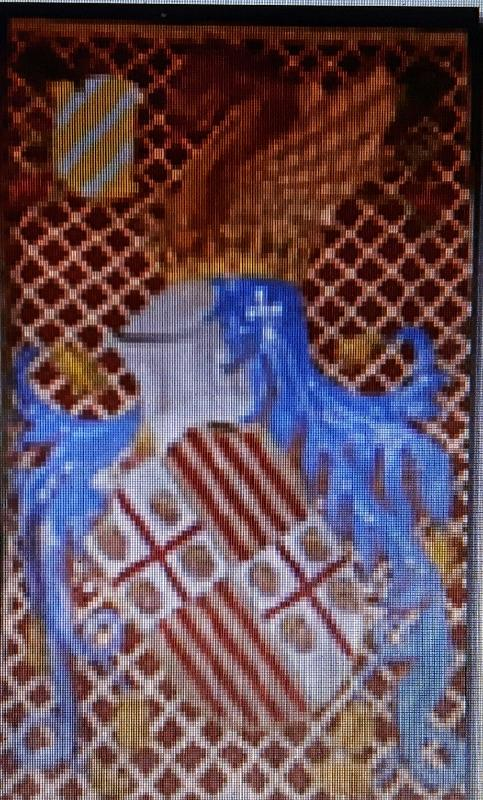
Drappella o pennone della casata Suriano donato da Pietro III d'Aragona con le insegne del Re Pietro e nel Capo destro quelle della Casata dei Sorianos o Suriano

Nel 1396, fu eretto il castello aragonese di Piazza Armerina (Platea o Plaza in Spagnolo) per volontà di Martino I di Trinacria e della consorte regina Maria di Sicilia e duchessa di Atene e Neopatria, affinché rappresentasse un potente deterrente militare contro lo strapotere dei baroni siciliani contrari alla corona. Per tale motivo i giovani reali di Sicilia (allora a seguito dei trattati sottoscritti con gli Angiò, definiti reali di Trinacria), soggiornarono diverso tempo nel maniero. La castellania fu affidata al Gran Priore dei gerosolimitani Don Giovanni Suriano, già nominato come tale nel 1392 dai sovrani e parente della casa Reale d'Aragona per tramite lo zio don Angelo Antonio Achille I Suriano (o Sorianos nome catalano). Quale Gran Priore Giovanni sedette tra i primi scranni dei Pari del Parlamento Siciliano. Don Angelo Antonio Achille fu grande d'Aragona "Fueros de Aragón" e governò in nome di Pietro IV d'Aragona e successivamente di Giovanni d'Aragona tutta la valle del Gela, del Dittaino e del Caltagirone, e prima di lui il padre don Raimundo giunto in Sicilia nei pressi della costa Palermitana, successivamente ai Vespri Siciliani, recando proprie milizie per difendere la legittimità della pretensione al trono di Sicilia di Pietro III d'Aragona e la popolazione dalle ritorsioni degli Angiò.
La castellania di Giovanni fu il primo e ultimo contado con potere baronale di mero e misto impero di Piazza, che successivamente, alla morte del Gran Priore, molto probabilmente eliminato dall'Almirante Don Bernart Cabrera, che aveva mire di acquisire la contea di Piazza, questa divenne libera Universitatae. La nomina del Gran Priore costituì una solida garanzia di fedeltà della città di Piazza alla corona, sia per i legami di parentela del castellano con i reali, sia per la saggezza e la rinomata capacità di condottiero del Gran Priore, il cui padre don Pasquasio (Pasquale) ebbe in feudo la vastissima terra di Ramursura posta tra Barrafranca e Piazza, appartenuta al barone Raimondo Manganelli, dopo la sconfitta di questi, da parte delle truppe di Don Angelo Antonio Achille. Il barone Manganelli fu sconfitto assieme al suo alleato Don Scaloro degli Uberti conte di Assoro e ribelle della corona, proprio sotto le mura del castello di Assoro.
Dopo la morte del gran Priore e la fine della età dei Martini e poi dei Trastamara a questi succeduti, Piazza ottiene il titolo di libera Universitatae, come promesso dalla regina Bianca di Navarra, seconda moglie del giovane sovrano Martino I. La Città viene dotata di un proprio senato e autonoma dalle decisioni della castellania imposta dal tiranno Cabrera, grande almirante del regno, che aveva provveduto dopo la morte (probabilmente da lui ordita) del Gran Priore di nominare Castellano, contro la volontà regia e del popolo piazzese, un suo alleato fedele tale Alfonso De Cardines già capitano della roccaforte di Gaeta, ma ciò fu impedito dai Piazzesi e dal cugino di Don Giovanni Suriano il Gran Priore, ossia Don Angelo Antonio, che sollevò la popolazione contro il Cabrera, il castello fu isolato con un lungo assedio. Fu così che la casata dei De Cardines non osò mai entrare in possesso reale del castello ne tantomeno abitarlo. La roccaforte divenne, sotto il governo borbonico, una prigione. La Città di Piazza divenuta libera Universitatae è sede di senato e di tribunali, come fu nel periodo federiciano.
Nel 1517 Carlo V la fregia del titolo di Città, con appellativo ufficiale di Urbs Opulentissima. In ricordo della notevole compagine catalana che favorì la ricchezza del territorio, nella città di Piazza esiste ancora una "porta catalana". In questo periodo Piazza è capitale di una Comarca che riunisce a sé i diversi paesi lombardi, accomunati da un linguaggio e una storia comuni. Dal 1689 fino al 1817 è sede della quarta Università del Regno. Dal 1777 è sede di Senato. Dal 1817 è anche sede di vescovado con una vasta diocesi, mentre ottiene il titolo di Armerina nel 1863. Persa la sua egemonia sul territorio venne accorpata alla Valle di Caltanissetta e dal 1926 passò alla Provincia di Enna. Nel 2015 Piazza Armerina, con un referendum popolare e due votazioni del consiglio comunale, delibera l'adesione alla Città metropolitana di Catania, ma il disegno di legge predisposto dal Governo regionale per la conseguente modifica territoriale (ex art. 44 della L.R. n. 15/2015) non è stato approvato dall'ARS.

### Simboli
Nello stemma, nel gonfalone e nella bandiera di Piazza Armerina insiste la Corona per il titolo di città
Stemma

Deriva dall'arme della Casata Aleramica: d'argento, al capo fasciato di rosso (l'argento nell'araldica è descritto come bianco). Anticamente sopra lo stendardo capeggiava la corona baronale con sette punte ornate da altrettante perle, successivamente fu concessa quella della casata Aleramica (pare a seguito della dotazione da parte di Simone Aleramico del Priorato di Sant'Andrea) ossia quella comitale a nove punte con a capo le perle, che perdurò fino alla castellania del Gran Priore. Ottenuto il titolo di città, la corona a capo dello stendardo diviene turrita; sotto Carlo V si fregia del titolo di Opulentissima Urbe.
Gonfalone
(Comune di Piazza Armerina)
Bandiera
(D.P.R. del 21 settembre 2011)

### Onorificenze
Già anticamente insignita del titolo di Urbs Opulentissima, ha il titolo di "Città":

## Monumenti e luoghi d'interesse

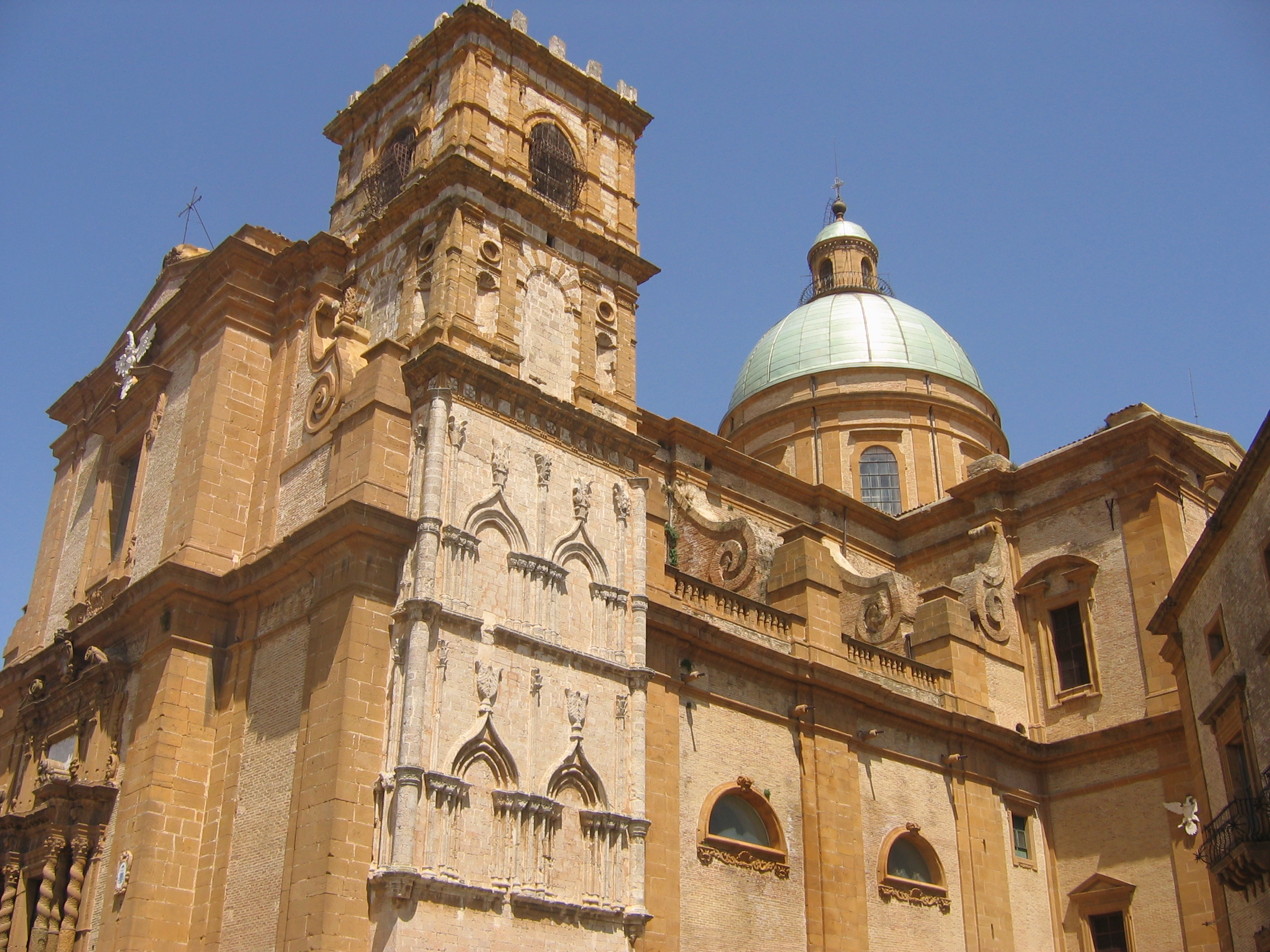
Cattedrale

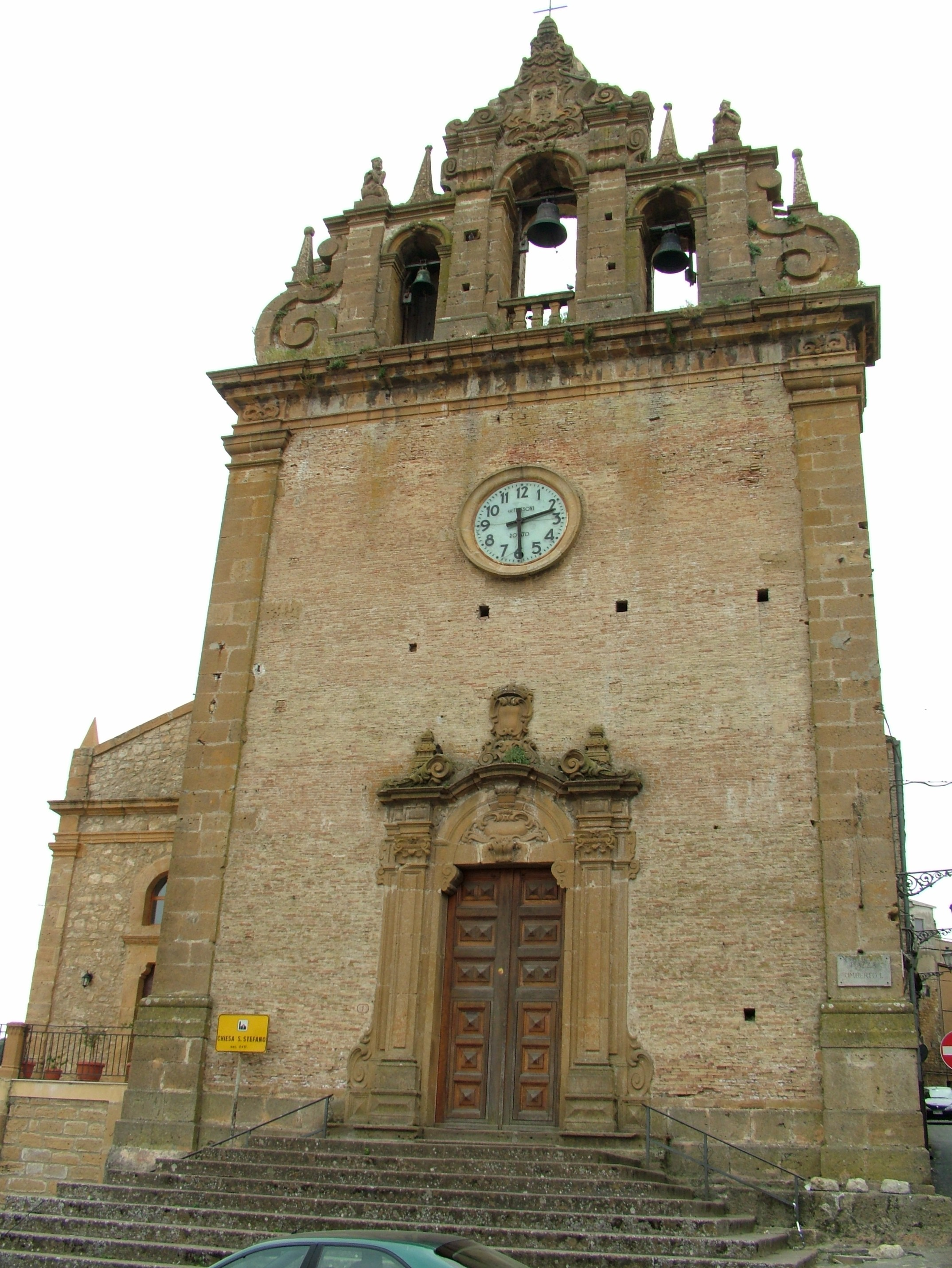
Chiesa di S.Stefano

Piazza Armerina è una città d'arte con un forte richiamo turistico per il suo pregevole patrimonio archeologico, storico, artistico e naturale, nota come la "Città dei Mosaici e del Palio dei Normanni", è stata una delle 21 candidate al titolo di "Capitale Italiana della Cultura 2018".

### Edifici religiosi
- Cattedrale di Piazza Armerina, dedicata a Maria Santissima Delle Vittorie, è un grande edificio di culto di stile misto gotico, manierista e barocco, dotata di un campanile alto 40 m risalente al XV secolo, già relativo alla precedente chiesa, al posto della quale venne eretta l'attuale cattedrale.
- Chiesa di San Rocco (anche detta di "Fundrò"), risalente al 1613 dotata di campanile a vela e ricco portale barocco. I locali dell'annesso monastero benedettino ospitano gli uffici comunali.
- Chiesa di Sant'Ignazio, fu la prima dedicata al.santo dopo la beatificazione. I lavori per l'edificazione della fabbrica risalgono al 1600. Alla chiesa era annesso il monastero che, sotto i Gesuiti, nel 1689, avviò un corso universitario. Attualmente i locali dell'ex monastero in parte ospitato una scuola media e in parte la Biblioteca Comunale con la "Mostra del libro antico".

Piazza Armerina denominata anche "città delle 100 chiese" appunto per la quantità svariata di chiese, infatti tra esse abbiamo:
- Chiesa di Maria SS. delle Grazie (1606).
- Chiesa di San Filippo d'Agira (1625).
- Chiesa di San Francesco d'Assisi (1742).
- Chiesa di San Giovanni Evangelista (1615). Interamente affrescata nel XVIII secolo dal pittore fiammingo Guglielmo Borremans.
- Chiesa di San Giuseppe.
- chiesa di Santa Chiara.
- Chiesa Sacro cuore di Gesù.
- Chiesa Sant'Antonio da Padova.
- Chiesa Madonna dell'Indirizzo.
- Chiesa di Santa Barbara.
- Chiesa di San Nicolò o Madonna della catena.
- Chiesa di Santa Veneranda.
- Chiesa Madonna d'Itria
- Chiesa Anime Sante del purgatorio o Madonna della Carità.
- Chiesa di San Vincenzo.
- Chiesa di San Lorenzo (o Chiesa dei Teatini).
- Chiesa di Santa Lucia (XVII sec.) edificata, probabilmente, sul sito di una precedente sinagoga.
- Chiesa della Madonna della Neve (seconda metà XVII sec.) si presenta con una facciata semplice e sobria ma, al suo interno, racchiude una barocca decorazione a stucchi.
- Chiesa di Santa Maria di Gesù con l'annesso cimitero nobiliare.
- Chiesa di San Martino di Tours (XII sec.).
- Chiesa di San Pietro (XVII sec. su una fabbr|ica precedente) nei secoli è servita da Pantheon per la nobiltà cittadina. Alla chiesa era annesso un monastero (attualmente in restauro) e la "Selva" adibita poi a Giardino Pubblico ("La Villa Garibaldi" come è generalmente chiamata dagli abitanti). Il Giardino ospita diverse specie rare e numerose piante secolari.
- Chiesa di Santo Stefano (fine XVI sec.).
- Chiesa degli Angeli Custodi (XVII sec.).
- Chiesa del Carmine (XIV sec.) presenta un pregevole campanile in stile gotico-catalano e l'attiguo chiostro con testimonianze del primitivo tempio dei Cavalieri Templari.
- Chiesa del Purgatorio (XVII sec.).
- Collegiata del SS. Crocifisso.
- Commenda dei Cavalieri di Malta (XII sec.).
- Chiesa di Sant'Anna (XVIII sec.) dal pregevole prospetto concavo di gusto barocco.
- Gran Priorato di Sant'Andrea (1096) in realtà Priorato sin dal suo esordio, elevato a Gran Priorato di Sant'Andrea e Sant'Elia, facenti capo ai priorati di Piazza e di Adernò l'attuale Adrano riunendo tutti i capitoli gerosolimitani della Sicilia Centro Orientale, da Martino I di Trinacria e dalla consorte la regina Maria di Sicilia nel 1392 che nominarono un loro parente un nobile cavaliere gerosolimitano Giovanni Suriano già Priore di Sant'Andrea a primo Gran Priore di Sant'Andrea e Sant'Elia, di origine catalana e di nobilissima casata, giunta in Sicilia per difendere gli isolani dagli Angiò dopo i famosi Vespri Siciliani nel 1282 e difendere anche le pretese al trono di Sicilia da parte del Re Pietro III d'Aragona. Nel 1396 il Gran Priore fu elevato alla dignità patriarcale e gli fu affidata la castellania del nuovo castello aragonese fatto erigere dal re Martino I, fu così il primo e unico Conte castellano di Piazza, con poteri di mero e misto impero. Al suo interno la Chiesa di Sant'Andrea custodisce affreschi medievali databili dal XII al XV secolo.[23] Chiesa e Cenobio costituivano l'antico Priorato dell'Ordine Equestre del Santo Sepolcro di Gerusalemme in Sicilia. Con la Chiesa di Santa Croce di Messina è sede dei canonici regolari di Sant'Agostino unita poi al monastero del Santo Sepolcro in Gerusalemme. Sede dei Cavalieri del Santo Sepolcro quale donazione del conte Simone del Vasto, signore di Butera e di Policastro, nipote del gran conte Ruggero, sette anni dopo la presa di Gerusalemme.[24]
- Eremo di Fundrò
- Eremo di Piazza Vecchia con annesso convento e chiesa dedicata a Maria SS di Piazza Vecchia
- Eremo di Leano
- Ruderi chiesa di Gesù Maria.
- Ruderi chiesa di Dommartino.
- Ruderi chiesa di Sant'ippolito

### Edifici civili
- Palazzo Villardita o Velardita sorge di fronte al Castello Aragonese prima sede della Casata dei Suriano, che concorsero all'elevazione dei Velardita dal grado di Signori a quello di Baroni dei molini di Sant'Andrea, vassallaggio del capitolo del Gran Priorato, con annesse contrade.
- Palazzo Trigona della Floresta sorge a fianco della Cattedrale
- Palazzo Trigona di S. Elia
- Palazzo Starrabba
- Palazzo Trigona di Montagna di Marzo
- Palazzo Trigona di Dainamare e Canicarao
- Palazzo Mandrascate
- Palazzo Trigona di Azzolina e Gallizzi
- Torre del Padre Santo
- Palazzo di Città (ex palazzo senatorio)
- Teatro Garibaldi
- Antico cimitero monumentale ed ex convento di Santa Maria del Gesù

### Architetture militari
- Castello Aragonese
- Corte Capitanae

### Siti archeologici

#### Villa Romana del Casale
La Villa romana del Casale è un edificio abitativo tardo antico, popolarmente definito villa nonostante non abbia i caratteri della villa romana extraurbana quanto piuttosto del palazzo urbano nobiliare o imperiale, i cui resti sono situati a circa quattro chilometri dal centro abitato. Dal 1997, con i suoi famosi mosaici, fa parte dei Patrimoni dell'umanità dell'UNESCO.
Per la realizzazione degli splendidi mosaici della villa lavorarono maestranze africane (e forse anche romane, come testimoniano alcuni motivi di derivazione sicuramente urbana) ricoprendo un'estensione di circa 3500 m².

#### Montagna di Marzo
A pochi chilometri a nord-ovest di Piazza Armerina, si trova l'area archeologica di Montagna di Marzo..
Resti di un'antica città si trovano su circa 15 ettari. L'insediamento, risalente al periodo greco-indigeno (VII sec. a.C.), ebbe una sua continuità di vita anche nel periodo romano con frequentazioni fino al medioevo. L'impianto urbano è di origine romana con i resti di un teatro, costruito dopo la distruzione della cittadina ellenica. L'area di Montagna di Marzo, inoltre, contiene una grande necropoli.

#### Sofiana (Philosophiana)
Il sito, nei pressi del fiume Nociara/Gela, tra i territori comunali di Piazza Armerina e Mazzarino, era una statio lungo l’itinerario stradale che collegava Catania ad Agrigento e subì notevoli trasformazioni nelle epoche successive fino a scomparire nel XIII secolo. Gli scavi hanno infatti restituito architetture (la domus gentilizia, l'impianto termale e, nella necropoli, la basilica) e materiali che ne confermano la continua esistenza dall’epoca arcaica (VI sec. a.C.) fino a quella federiciana, cioè per circa duemila anni.

### Altre attrazioni
- Mostra permanente del libro antico della biblioteca Comunale “Alceste e Remigio Roccella”
- Pinacoteca comunale
- Museo diocesano
- Museo permanente della civiltà mineraria
- Centro espositivo Monte Prestami
- Teatro comunale Garibaldi
- Casa Museo del Contadino
- Fonte dei Quattro Canali e lavatoio medievale
- Calvario, sito di fronte al campo sportivo, offre un ampio panorama con una vista del centro storico della città
- Parco minerario di Floristella-Grottacalda.
- Museo del Palio dei Normanni
- Palazzo Trigona - Museo della Citta' e del Territorio

### Aree naturali
- Giardino Ciancio (detto anche Villetta Roma)
- Giardino Garibaldi con il Parco comunale San Pietro
- Bosco comunale Bellia con sentieri trekking e jogging
- Parco Ronza con area attrezzata
- Riserva naturale orientata Rossomanno Grottascura Bellia

## Società

### Evoluzione demografica
L'evoluzione demografica di Piazza Armerina dall'Unità d'Italia a oggi ha seguito andamenti estremamente altalenanti. Nel 1861, infatti, fu censita una popolazione di 21.716 anime, dato per cui l'allora Piazza rappresentava il centro più grosso dell'odierna provincia di Enna. Seguì tuttavia una recessione, i cui effetti rimasero visibili fino all'inizio del Novecento, allorché Piazza raggiunse i 24.000 ab. e, in linea tra l'altro con l'andamento demografico nettamente positivo delle altre città della provincia, si avviò a superare quota 30.000 segnando il picco storico di oltre 38.000 ab. nel 1921, anno in cui oltrepassava Enna di 5.000 anime e Caltagirone di 2.000. Il decremento che si ebbe nel decennio a venire fu imponente, a causa dell'elevazione di Enna e Ragusa a Capoluogo di Provincia (1927) da parte di Mussolini. Conseguenza fu che nel 1931 la città si attestò a 25.000 unità, destinati a rasentare quota 21.000 nel 1981, periodo di vera crisi, innescata dalla chiusura delle ultime miniere di zolfo attive nel suo territorio. Il calo demografico si è poi arrestato e dall'ultimo decennio si registra un sensibile trend in aumento, secondo gli ultimi dati ufficiali conta 22.196 abitanti.
Abitanti censiti

### Emigrazione
Il fenomeno dell'emigrazione ha attraversato diverse fasi.
- Prima fase - fino al 1945 ca.: I flussi erano orientati verso le Americhe, Stati Uniti e Argentina.
- Seconda fase - dal 1945 al 1975 ca.: Flussi principali orientati verso Germania, Belgio, Francia, Svizzera, Italia settentrionale.
- Terza fase - dal 1975 ca.: Il flusso è numericamente molto minore, ma costante. Sono coinvolti soprattutto giovani scolarizzati. Mete sono l'Italia del Nord, Gran Bretagna e altri paesi UE.

### Lingue e dialetti
(Giuseppe Carnevale, Storia e descrizione del regno di Sicilia, Napoli, 1591)
La cittadina è nota per essere una dei sette comuni (con Nicosia, Aidone, Sperlinga, San Fratello, Fondachelli Fantina e Novara di Sicilia) dei cosiddetti "comuni lombardi" di Sicilia, il cui vernacolo (appartenente alla parlata del gruppo cosiddetto "gallo-italico di Sicilia") ha poco a che fare con gli idiomi siciliani e molto invece con quelli delle regioni settentrionali piemontesi, specie delle zone del Monferrato. Il fatto è spiegabile storicamente per essere stata occupata-colonizzata da comunità provenienti da quell'area. 
Questa particolare parlata è riconosciuta e tutelata con l'inserimento nel R.E.I.S. - "Registro Eredità Immateriali della Sicilia" - Libro delle Espressioni - Parlata Alloglotta Gallo Italico - istituito dalla Regione Siciliana.
Il suo vernacolo è stato scritto per la prima volta da Remigio Roccella da Piazza in un saggio di poesie originali stampate in Piazza stessa Poesie e prose nella lingua parlata piazzese. Lo stesso autore ha pure provveduto a tradurre e stilare il Vocabolario della lingua parlata in Piazza Armerina.

### Tradizioni e folclore
L'evento più importante è il palio dei Normanni, che si svolge ogni anno per tre giorni dal 12 al 14 di agosto. È la più importante e antica ricostruzione storico-medievale in costume del Meridione d'Italia, con oltre 600 figuranti. Fa parte della FIGS (Federazione Italiana Giochi Storici) ed è iscritto nel Registro delle Eredità Immateriali (REI) della Regione Siciliana.
La manifestazione trae spunto dalla conquista della Sicilia da parte dei Normanni di Ruggero D'Altavilla che misero fine alla dominazione araba e crearono la forte e prosperosa Contea di Sicilia. Il Palio è legato alla tradizione della città di Piazza Armerina e alla devozione degli abitanti verso la patrona della città e della diocesi, Maria SS delle Vittorie, il cui antico quadro è custodito nella Cattedrale e la leggenda narra che sia stato donato dal Papa a Ruggero e da questi proprio alla città di Platia (antica Piazza Armerina). 
È la rievocazione di un episodio svoltosi a Piazza Armerina nel XII secolo in una suggestiva atmosfera di costumi e suoni medievali, abbinato a una giostra cavalleresca sullo stile della quintana in cui si sfidano i quattro quartieri storici della città: Monte, Castellina, Canali, Casalotto. Una coinvolgente manifestazione, molto sentita dai piazzesi, che entusiasma tutti gli spettatori.

## Cultura

### Istruzione

#### Scuole e Università
Piazza Armerina è da secoli sede rinomata di studi con scuole di ogni ordine e grado. 
Dall'anno accademico 2001-2002 all'anno accademico 2007-2008 la città ha ospitato la sede distaccata del corso di Laurea triennale in Formazione di Operatori Turistici, facente capo alla Facoltà di Scienze della Formazione dell'Università degli studi di Catania, nei locali dell'ex prefettura, già centrale elettrica nell'Ottocento. 
Dall'anno accademico 2010-2011 è attivo il Corso di Laurea in Infermieristica dell'Università degli Studi di Messina che ha sede nel prestigioso ex convento di Sant'Anna a pochi passi dalla Cattedrale. Il Comune e il Parco archeologico della Villa Romana del Casale di Piazza Armerina hanno anche una convenzione con la Cattedra di Archeologia Classica dell'Università di Roma - la Sapienza che ogni anno organizza una missione di scavo bimestrale presso la Villa romana del Casale alla quale partecipano studenti italiani e spagnoli. In città ha sede l'Istituto Superiore di Scienze Religiose “Mario Sturzo” (ISSR), presso il Seminario vescovile, eretto canonicamente alla Congregazione per l'Educazione Cattolica il 12 maggio 2007, collegato con la Pontificia Facoltà teologica di Sicilia “San Giovanni Evangelista” di Palermo. L'ISSR, a espletamento del corso di laurea triennale, conferisce il titolo accademico di Laurea in Scienze Religiose.

### Musica
Dal 2009 nell'ultima decade di luglio si svolgeva PiazzaJazz Workshop and Concerts, una scuola estiva di perfezionamento in musica jazz con la presenza di maestri di tutti gli strumenti e numerosi concerti al giorno, che si è subito affermata sul piano nazionale.

### Media
Emittenti radiofoniche (del passato):
- Radio Club Armerina
- Radio Diocesana Armerina
- Radio Evangelica
- Radio K2
- Radio Antani
- Radio Telex Sicilia
- Rete 104
- Radio Mosaici (trasmette ancora)

Emittenti televisive (del passato):
- Telepanda

## Economia
Piazza Armerina vive principalmente di turismo, settore terziario e agricoltura.

### Turismo
Presente in tutti i pacchetti turistici della Sicilia, Piazza Armerina è una delle mete più richieste e apprezzate del turismo isolano, distinguendosi come famosa località per le visite archeologiche e culturali e annoverata fra le migliori mete child friendly in Europa. Ogni anno, sono circa 600.000 i visitatori - provenienti da tutto il mondo - che si recano presso la Villa romana del Casale, patrimonio dell'umanità tutelato dall'UNESCO, nonché rientrante tra i siti d'arte romana più fruiti in assoluto. La città e il suo centro storico sono tuttavia spesso trascurati dal turismo di massa, che si cerca di captare migliorando la ricettività e restaurando i monumenti più significativi, tra cui Palazzo Trigona, che accoglie oggi il Museo della Città e del Territorio di Piazza Armerina, e operando la vendita a gestori privati dei principali beni culturali presenti, nell'auspicio di una più competitiva gestione.
Nel 2010 il Comune ha dato vita al Sistema Museale di Piazza Armerina (SiMPA) che comprende alcuni siti museali all'interno del centro storico: il Teatro Garibaldi (Piazza Armerina) fondato nel 1700, la Casa Museo del Contadino che ha sede in Via Garibaldi, la Mostra permanente della Civiltà dello Zolfo che ha sede nei locali della Lega Zolfatai in via Garibaldi, la Pinacoteca comunale e la Mostra permanente del Libro antico ospitata nel Coro dei Nobili dell'ex collegio dei Gesuiti che ospita anche la Biblioteca comunale.

## Infrastrutture e trasporti
Nel settore dei trasporti, la città si appoggia alla Stazione di Dittaino e a quella di Enna per i collegamenti ferroviari, essendo oggi sprovvista di una propria stazione. Per quanto riguarda le autolinee, le più importanti compagnie regionali per i collegamenti su gomma a livello regionale, nazionale e internazionale, effettuano fermata o partenza proprio a Piazza Armerina, con collegamenti giornalieri con le più importanti città della Sicilia.
Piazza Armerina è comunque ben servita dal punto di vista della rete stradale: per chi proviene da Enna occorre percorrere la Strada statale 561 Pergusina per Pergusa, poco dopo imboccare la strada scorrevole denominata SP Turistica, servendo infatti il più importante sito turistico del centro Sicilia, e quindi imboccare la strada statale 117 Bis Centrale Sicula. Per chi proviene da Palermo o da Catania percorrere l'A19 Palermo-Catania e uscire allo svincolo rispettivamente di Mulinello e di Dittaino, raggiunta la SS192 della Valle del Dittaino imboccare la scorrevole "Nord-Sud" che continua nella già citata SS117 Bis. Da sud (Caltagirone e Gela), invece, ci si rifà sempre allo scorrimento veloce SS117 bis, che collega Piazza Armerina a Gela, e a Caltagirone innestandosi sulla Strada statale 124 Siracusana entrando nel piccolo nucleo abitato di San Michele di Ganzaria (oppure tramite la SP 37 di Catania, che passa per il comune di Mirabella Imbaccari). Da Caltanissetta si raggiunge Pietraperzia tramite il raccordo SS640 e poi proseguire in direzione Barrafranca, nei pressi della quale imboccare la "SP15".
Fino agli anni sessanta Piazza Armerina era collegata mediante la ferrovia Dittaino-Piazza Armerina-Caltagirone (a scartamento ridotto) a Caltagirone, da cui era possibile raggiungere via ferrovia anche Siracusa e Ragusa mediante coincidenza alla stazione FS di Vizzini con i trenini della Ferrovia Siracusa Ragusa Vizzini (anch'essa soppressa) e, tramite la Stazione di Dittaino, alla linea ferroviaria principale FS per Palermo e Catania. Tale linea serviva molti comuni della zona sud della ex provincia di Enna ed era molto trafficata (nel tratto fino a Dittaino) soprattutto in funzione dell'attività mineraria importante delle grandi miniere di Floristella e Grottacalda (quando ancora il traffico su strada era inconsistente o inadeguato). Piazza Armerina era dotata di una stazione ferroviaria e di un deposito locomotive nel quale stazionavano le locomotive a cremagliera R.370 e le automotrici RALn 60.

## Amministrazione
Di seguito è presentata una tabella relativa alle amministrazioni che si sono succedute nell'ultimo trentennio in questo Comune.
| Periodo          | Periodo          | Primo cittadino             | Partito                                       | Carica  | Note   |
| ---------------- | ---------------- | --------------------------- | --------------------------------------------- | ------- | ------ |
| 12 giugno 1985   | 29 marzo 1989    | Ignazio Furnari             | Democrazia Cristiana                          | Sindaco | [ 35 ] |
| 1 dicembre 1989  | 13 luglio 1990   | Rosario Palermo             | Democrazia Cristiana                          | Sindaco | [ 35 ] |
| 13 luglio 1990   | 5 novembre 1990  | Ignazio Furnari             | Democrazia Cristiana                          | Sindaco | [ 35 ] |
| 17 dicembre 1990 | 17 dicembre 1990 | Carmelo Scibona             | Democrazia Cristiana                          | Sindaco | [ 35 ] |
| 1 luglio 1992    | 17 luglio 1993   | Nicola Luigi Di Vita        | Democrazia Cristiana                          | Sindaco | [ 35 ] |
| 6 dicembre 1993  | 15 dicembre 1997 | Fulvio Salvatore Sottosanti | Movimento Sociale Italiano - Destra Nazionale | Sindaco | [ 35 ] |
| 15 dicembre 1997 | 9 aprile 1999    | Fulvio Salvatore Sottosanti | Alleanza Nazionale                            | Sindaco | [ 35 ] |
| 29 novembre 1999 | 8 giugno 2004    | Ivan Velardita              | centro-sinistra                               | Sindaco | [ 35 ] |
| 28 giugno 2004   | 15 giugno 2008   | Maurizio Prestifilippo      | centro-destra                                 | Sindaco | [ 35 ] |
| 29 giugno 2008   | 11 giugno 2013   | Fausto Carmelo Nigrelli     | Partito Democratico                           | Sindaco | [ 35 ] |
| 11 giugno 2013   | 25 giugno 2018   | Filippo Miroddi             | lista civica                                  | Sindaco | [ 35 ] |
| 25 giugno 2018   | in carica        | Nino Cammarata              | DiventeràBellissima                           | Sindaco | [ 35 ] |

### Gemellaggi
Piazza Armerina è gemellata con:
- Canelli
- Spello
- Ventimiglia

## Sport

### Calcio
Dagli anni '80 a oggi la città di Piazza Armerina ha visto nascere e scomparire diverse società di calcio dilettantistiche. Tra queste, le più ricordate sono:
- Nuova Plutia Calcio (Miglior risultato: 11ª in Eccellenza Sicilia 1992-1993)
- Ambrosiana e Armerina Calcio (che davano vita al derby di Piazza negli anni '80)
- Mosaici 2001 (gemellata con la società di calcio Chievo Verona) e Studentesca Armerina (ancora oggi attiva con la scuola calcio), le quali hanno ben contribuito negli anni a rappresentare la città nei campionati giovanili regionali
- Piazza Armerina Mosaici Calcio (società che, a seguito della vittoria nel 2010/2011 del campionato di 2ª categoria, viene sciolta l'anno successivo in procinto dell'inizio del campionato di 1ª categoria)

Dopo 2 anni di inattività, nell'agosto del 2013, il calcio ritorna nella città con l'USD Città dei Mosaici, militante nel campionato provinciale di Prima Categoria.
L'Armerina nel 2019 vince il campionato di prima categoria e nel 2020 gioca in Promozione